# ملعب العمال
ملعب العمال هو ملعب متعدد الاستخدامات يقع في منطقة تشاويانغ في شمال شرق بكين، الصين. يستخدم الملعب غالبا لمباريات كرة القدم. بُنِيَ الملعب عام 1959 وقد جُدِّد في عام 2004 استعدادًا للألعاب الأولمبية الصيفية 2008 التي أقيمت في بكين. يسع الملعب لجلوس 66،161 شخص ويغطي مساحة 350،000 متر مربع. استضاف الملعب نهائي كأس آسيا 2004 وبعض مباريات ربع النهائي ونصف النهائي ومباراة الميدالية الذهبية لمسابقة السيدات ضمن الألعاب الأولمبية الصيفية 2008. تم هدمه في عام 2020 وبناء ملعب آخر بنفس الاسم.